# Francis Poku
Francis Kweku Poku (* 24. Oktober 1941 in Kumasi) war führender Polizeibeamter und ist nunmehr Politiker in Ghana. In der Regierung von Präsident John Agyekum Kufuor war er bis zum 12. Januar 2008 Minister für nationale Sicherheit (National Security) und wurde dann seines Amtes ohne offizielle Begründung enthoben.
Poku wurde in Kumasi, der Hauptstadt der Ashanti Region geboren. Nach seiner Schulzeit an der Opoku Ware Secondary School (1957–1963) schrieb er sich an der Universität von Ghana ein. Er studierte von 1963 bis 1967 Französisch und schloss mit dem Bachelor (Hons.) ab. Zwischen 1964 und 1965 war Poku an der Universität von Dakar eingeschrieben und erhielt sein Diplom im Fach Französisch. An der Guildford Universität in London erhielt er das Zertifikat in Management.
Zwischen 1968 und 1982 arbeitete er bei der ghanaischen Polizei (Ghana Police Service) unter anderem in der Position als Chief Inspector. Bereits nach sechs Monaten wurde er in den Rang eines Assistenten des Superintendenten der Polizei befördert. Im Jahr 1983 wechselte er an die Universität von Westminster in London und wurde Dozent in Rechtswissenschaften. In der Zeit von 1987 bis 1995 arbeitete Poku in Großbritannien. Seine Polizeikarriere in Ghana beendete er im Oktober 2001 in der Position des Commissioner of Police, in die er erst im Januar 2001 befördert worden war.
Poku war zwischen 2001 und 2006 Koordinator der nationalen Sicherheit in der Verantwortung für strategisches Management in Ghanas Sicherheitsdiensten. Im Juni 2006 wurde er ins Amt des Ministers für nationale Sicherheit durch Präsident Kufuor berufen.

## Ehrungen
Order of the Volta